# امرسون لئو
امرسون لئو (پرتغالی: Émerson Leão؛ زادهٔ ۱۱ ژوئیهٔ ۱۹۴۹) یک فوتبالیست اهل برزیل بود.
از باشگاه‌هایی که در آن بازی کرده‌است می‌توان به باشگاه فوتبال گرمیو، باشگاه فوتبال کورینتیانس، پالمیراس، و باشگاه ورزشی واسکو دوگاما، پالمیراس، اشاره کرد.
وی همچنین در تیم‌های ملی فوتبال تیم ملی فوتبال برزیل ۱۲ دسامبر ۲۰۰۸ بازی کرده‌است.